# Жавжаров, Андрей Андреевич
Андрей Андреевич Жавжаров (1896—1958) — советский украинский физико-географ, кандидат географических наук, доцент Киевского университета.

## Биография
Родился 8 апреля 1896 года в селе Райновка (Приморский район). Окончил в 1927 году Днепропетровский институт народного образования по специальности «преподаватель биологии», в 1933 году — аспирантуру научно-исследовательского института географии и картографии в Харькове. В 1927—1928 годах работал преподавателем в Днепропетровске, с 1928 года — преподавателем ботаники и химии в сельскохозяйственной профессиональной школе и техникуме в селе Солёное, Днепропетровская область. В 1930 году направлен на научную работу в Харьков в НИИ географии и картографии.
В 1931—1934 годах работал в Центральном Тянь-Шане и на Среднем Алтае. В 1933—1937 годах — научный сотрудник научно-исследовательского института географии в Харькове и Киеве. В 1937—1941 годах — доцент, заведующий кафедрой географии Киевского государственного педагогического института имени М. А. Горького. В 1941—1942 году работал геоморфологом в управлении Кузбасугольразведки города Томска (РСФСР). Участник обороны Сталинграда в 1942 году. В 1942—1944 годах заведовал кафедрой климатологии и картографии эвакуированного Одесского университета в Туркменской ССР.
В 1946 году присуждено учёное звание кандидата географических наук. В 1944—1954 годах заведовал кафедрой географии в КГПИ имени М. А. Горького. В связи со слиянием естественного факультета института с Киевским университетом переведён в 1956 году на должность доцента кафедры физической географии. В 1956—1957 работал исполняющим обязанности заведующего кафедрой.
Награждён медалью «За трудовую доблесть» в 1945 году. Отличник народного образования с 1947 года.
Автор более 20 научных трудов, одного учебного пособия.

## Труды
- Ріки та озера: Навчальний посібник. — К., 1932, 1952.
- Тепло і холод на землі. — Х., 1933.
- К геоморфологии долин Каинды, Ат-Джейляу и Кан-Джейляу.
- Ледник в долине Северный Иныльчек.